# Ilha Northbrook
A ilha Northbrook (em russo:  Остров Нортбрук, Ostrov Nortbruk) é uma ilha da Rússia localizada no extremo meridional do arquipélago de Francisco José. O seu ponto mais alto alcança 344 m de altitude e tem 288,6 km² de área.
A ilha Northbrook é uma das localizações mais acessíveis no arquipélago, e por esse motivo foi frequentemente a base principal para várias expedições polares entre finais do século XIX e princípios do século XX. A expedição Jackson-Harmsworth, por exemplo, instalou-se no cabo Flora, nesta ilha.
A ilha recebeu o seu nome em homenagem a Thomas Baring (1826–1904), conde de Northbrook, que foi presidente da Royal Geographical Society entre 1890 e 1893.
Um cabo no norte da ilha (80°55'N) recebeu o nome de cabo Bruce, em homenagem a William Speirs Bruce, zoólogo e oceanógrafo escocês que fez parte da expedição Jackson-Harmsworth.
Em 1904 foi explorado carvão na ilha Northbrook por exploradores da expedição polar Ziegler-Fiala que passavam o inverno na ilha depois de se ter afundado o seu navio na ilha Rudolfo.
Depois de uma terrível experiência, o navegante Valerian Albanov e o marinheiro Alexander Konrad, os únicos sobreviventes da expedição malfadada do Svyataya Anna, acabaram por ir parar ao cabo Flora em 1914. Albanov e Konrad foram resgatados a tempo pelo capitão e explorador Georgy Sedov enquanto se preparavam para o inverno.